# Estación de Puerta de Arganda
Puerta de Arganda es una estación de la línea 9 del Metro de Madrid situada en el distrito de Vicálvaro de Madrid, en la calle de San Cipriano, y muy próxima a la intersección con la avenida de la Gran Vía del Este.
Ofrece una conexión con la estación de Vicálvaro de las líneas C-2, C-7 y C-8 de Cercanías Madrid situada por encima de la estación de metro formando un intercambiador de transporte entre cercanías y metro.

## Historia
La estación de metro subterránea, inicialmente proyectada con el nombre de Vicálvaro Renfe, se abrió al público el 1 de diciembre de 1998, cuando se prolongó al sur la línea 9, abriéndose el tramo restante hasta la estación de Arganda del Rey el 7 de abril de 1999.
Durante los primeros años, uno de cada tres o cuatro trenes procedentes de Herrera Oria pasaba por ella en dirección a Arganda del Rey y el resto invertían la marcha, hasta que Metro de Madrid decidió separar la explotación de la línea en dos tramos, estando uno de ellos explotado por concesión por TFM. Así, todos los trenes que procedían de Herrera Oria dan la vuelta en esta estación y los trenes con destino Arganda del Rey salen de Puerta de Arganda.
La estación de metro tiene dos andenes y dos vías con la peculiaridad de ser uno central con una vía a cada lado y otro lateral para la vía dirección Paco de Lucía. En el andén central hay canceladoras para validar los títulos de transporte necesarios para ambos tramos de la línea 9 cuando se transborda entre ellas, leyendo y validando los torniquetes del vestíbulo ambos títulos.

## Accesos
Vestíbulo Puerta de Arganda
- Terminal de Autobuses C/ San Cipriano, 85
- Renfe-Edificio de acceso Abierto de 6:00 a 00:30 Nivel 0, en el interior del edificio de acceso a la estación de Cercanías Renfe
- Renfe-Correspondencia Abierto de 6:00 a 00:30 Nivel -1 en el vestíbulo mixto Metro-Renfe
- Ascensor no acceso independiente En el interior del edificio de acceso. No es exterior, ni un acceso independiente.

## Líneas y conexiones

### Metro
| procedencia/destino           | < estación                    | Línea           | estación >                    | destino/procedencia           |
| ----------------------------- | ----------------------------- | --------------- | ----------------------------- | ----------------------------- |
| Paco de Lucía                 | San Cipriano                  | Metro de Madrid | cambio de tren para continuar | cambio de tren para continuar |
| cambio de tren para continuar | cambio de tren para continuar | TFM             | Rivas-Urbanizaciones          | Arganda del Rey               |

### Cercanías
| procedencia/destino                              | < estación    | Línea | estación > | destino/procedencia |
| ------------------------------------------------ | ------------- | ----- | ---------- | ------------------- |
| Chamartín                                        | Santa Eugenia |       | Coslada    | Guadalajara         |
| Príncipe Pío                                     | Santa Eugenia |       | Coslada    | Alcalá de Henares   |
| Cercedilla                                       | Santa Eugenia |       | Coslada    | Guadalajara         |
| Santa María de la Alameda-Peguerinos El Escorial | Santa Eugenia |       | Coslada    | Guadalajara         |

La estación de Cercanías de Vicálvaro, que tiene correspondencia con la estación de Puerta de Arganda, forma parte de las líneas C-2, C-7 y C-8 de la red de Cercanías Madrid.

### Autobuses
En el área intermodal tienen su cabecera cuatro líneas urbanas de la EMT (4, 71, SE718 y T23) y por la avenida de la Gran Vía del Este, muy próxima a la estación, dan servicio cuatro líneas urbanas más (100, E3, E5 y N7), además de las líneas interurbanas 287 y N203.
| Diurnos                                     |                                  |                                                |
| Autobuses con cabecera en Puerta de Arganda |                                  |                                                |
| Línea                                       | Destino                          | Parada                                         |
| 4                                           | Ciudad Lineal                    | 1073 PUERTA ARGANDA (Área Intermodal)          |
| 71                                          | Manuel Becerra                   | 5838 PUERTA ARGANDA (Área Intermodal)          |
| T23                                         | Polígono Industrial de Vicálvaro | 4011 PUERTA ARGANDA (Área Intermodal)          |
| SE718                                       | Cañada Real                      | 4011 PUERTA ARGANDA (Área Intermodal)          |
| Autobuses pasantes en Puerta de Arganda     |                                  |                                                |
| Línea                                       | Destino                          | Parada                                         |
| 100                                         | Valderrivas                      | 5108 PUERTA ARGANDA (Av. Gran Vía del Este)    |
| E5                                          | Manuel Becerra                   | 5108 PUERTA ARGANDA (Av. Gran Vía del Este)    |
| 100                                         | Moratalaz                        | 5109 PUERTA ARGANDA (Av. Gran Vía del Este)    |
| E5                                          | El Cañaveral                     | 5109 PUERTA ARGANDA (Av. Gran Vía del Este)    |
| E3                                          | Valderrivas                      | 5833 PUERTA DE ARGANDA (Av. Gran Vía del Este) |
| E3                                          | Felipe II                        | 4585 PUERTA DE ARGANDA (Av. Gran Vía del Este) |
| Nocturnos                                   |                                  |                                                |
| Línea                                       | Destino                          | Parada                                         |
| N7                                          | Valderrivas                      | 5108 PUERTA ARGANDA (Av. Gran Vía del Este)    |
| N7                                          | Plaza de Cibeles                 | 5109 PUERTA ARGANDA (Av. Gran Vía del Este)    |

| Diurnos   |                                 |                                              |                           |
| Línea     | Destino                         | Parada                                       | Operador                  |
| 287       | Madrid (Alsacia)                | 5108 GRAN VÍA DEL ESTE-SAN CIPRIANO (N.º 12) | Avanza Movilidad Integral |
| 287       | Coslada (Barrio de la Estación) | 5109 GRAN VÍA DEL ESTE-SAN CIPRIANO (N.º 5)  | Avanza Movilidad Integral |
| Nocturnos |                                 |                                              |                           |
| Línea     | Destino                         | Parada                                       | Operador                  |
| N203      | Madrid (Ciudad Lineal)          | 5108 GRAN VÍA DEL ESTE-SAN CIPRIANO (N.º 12) | Avanza Movilidad Integral |
| N203      | Velilla/Loeches                 | 5109 GRAN VÍA DEL ESTE-SAN CIPRIANO (N.º 5)  | Avanza Movilidad Integral |